# Список видов семейства Ctenidae
Список всех описанных видов пауков семейства Ctenidae на 12 сентября 2013 года.

## Acantheis
Acantheis Thorell, 1891
- Acantheis boetonensis (Strand, 1913) — Сулавеси
- Acantheis celer (Simon, 1897) — Ява
- Acantheis dimidiatus (Thorell, 1890) — Суматра
- Acantheis indicus Gravely, 1931 — Индия
- Acantheis laetus (Thorell, 1890) — Борнео
- Acantheis longiventris Simon, 1897 — Малайзия, Индонезия
- Acantheis nipponicus Ono, 2008 — Япония
- Acantheis oreus (Simon, 1901) — Малайзия
- Acantheis variatus (Thorell, 1890) — Ниас

## Acanthoctenus
Acanthoctenus Keyserling, 1877
- Acanthoctenus gaujoni Simon, 1906 — Венесуэла, Эквадор
- Acanthoctenus kollari (Reimoser, 1939) — Коста-Рика
- Acanthoctenus maculatus Petrunkevitch, 1925 — Панама
- Acanthoctenus mammifer Mello-Leitao, 1939 — Бразилия
- Acanthoctenus obauratus Simon, 1906 — Бразилия
- Acanthoctenus plebejus Simon, 1906 — Венесуэла, Перу
- Acanthoctenus remotus Chickering, 1960 — Ямайка
- Acanthoctenus rubrotaeniatus Mello-Leitao, 1947 — Бразилия
- Acanthoctenus spiniger Keyserling, 1877 — Мексика to Венесуэла
- Acanthoctenus spinipes Keyserling, 1877 — Гватемала to Парагвай

## Африкаctenus
Африкаctenus Hyatt, 1954
- Африкаctenus acteninus Benoit, 1974 — Конго
- Африкаctenus agilior (Pocock, 1899) — Западная, Центральная Африка
- Африкаctenus decorosus (Arts, 1912) — Камерун, Кот-д’Ивуар, Конго
- Африкаctenus depressus Hyatt, 1954 — Камерун
- Африкаctenus evadens Steyn & Jocque, 2003 — Кот-д’Ивуар
- Африкаctenus fernandensis (Simon, 1910) — Биоко
- Африкаctenus ghesquierei (Lessert, 1946) — Конго
- Африкаctenus giganteus Benoit, 1974 — Конго
- Африкаctenus guineensis (Simon, 1897) — Сьерра-Леоне
- Африкаctenus kribiensis Hyatt, 1954 — Камерун, Габон
- Африкаctenus leleupi Benoit, 1975 — Конго
- Африкаctenus longurio (Simon, 1910) — Западная Африка
- Африкаctenus monitor Steyn & Jocque, 2003 — Кот-д’Ивуар
- Африкаctenus pococki Hyatt, 1954 — Камерун, Габон
- Африкаctenus poecilus (Thorell, 1899) — Камерун, Габон
- Африкаctenus simoni Hyatt, 1954 — Камерун
- Африкаctenus sladeni Hyatt, 1954 — Камерун
- Африкаctenus tenuitarsis (Strand, 1908) — Камерун
- Африкаctenus tridentatus Hyatt, 1954 — Зимбабве
- Африкаctenus trilateralis Hyatt, 1954 — Камерун, Габон

## Amauropelma
Amauropelma Raven, Stumkat & Gray, 2001
- Amauropelma annegretae Jager, 2012 — Лаос
- Amauropelma anzses Raven & Stumkat, 2001 — Квинсленд
- Amauropelma beyersdorfi Jager, 2012 — Индия
- Amauropelma bluewater Raven & Stumkat, 2001 — Квинсленд
- Amauropelma claudie Raven & Stumkat, 2001 — Квинсленд
- Amauropelma ekeftys Jager, 2012 — Индия
- Amauropelma fungifer (Thorell, 1890) — Малайзия
- Amauropelma gayundah Raven & Stumkat, 2001 — Квинсленд
- Amauropelma gordon Raven & Stumkat, 2001 — Квинсленд
- Amauropelma hasenpuschi Raven & Stumkat, 2001 — Квинсленд
- Amauropelma hoffmanni Jager, 2012 — Лаос
- Amauropelma jagelkii Jager, 2012 — Лаос
- Amauropelma leo Raven & Stumkat, 2001 — Квинсленд
- Amauropelma matakecil Miller & Rahmadi, 2012 — Ява
- Amauropelma mcilwraith Raven & Stumkat, 2001 — Квинсленд
- Amauropelma monteithi Raven & Stumkat, 2001 — Квинсленд
- Amauropelma mossman Raven & Stumkat, 2001 — Квинсленд
- Amauropelma pineck Raven & Stumkat, 2001 — Квинсленд
- Amauropelma rifleck Raven & Stumkat, 2001 — Квинсленд
- Amauropelma staschi Jager, 2012 — Индия
- Amauropelma torbjorni Raven & Gray, 2001 — Квинсленд
- Amauropelma trueloves Raven & Stumkat, 2001 — Квинсленд
- Amauropelma undara Raven & Gray, 2001 — Квинсленд
- Amauropelma wallaman Raven & Stumkat, 2001 — Квинсленд

## Anahita
Anahita Karsch, 1879
- Anahita aculeata (Simon, 1897) — Западная, Центральная Африка
- Anahita blandini Benoit, 1977 — Кот-д’Ивуар
- Anahita centralis Benoit, 1977 — Центральная Африка
- Anahita concrassata Benoit, 1977 — Бурунди
- Anahita concreata Benoit, 1977 — Конго
- Anahita concussor Benoit, 1977 — Конго
- Anahita denticulata (Simon, 1884) — Мьянма, Simeulue
- Anahita faradjensis Lessert, 1929 — Конго
- Anahita fauna Karsch, 1879 — Россия, Китай, Корея, Япония
- Anahita feai (F. O. P.-Cambridge, 1902) — Мьянма
- Anahita jianfengensis Zhang, Hu & Han, 2011 — Китай
- Anahita jinsi Jager, 2012 — Китай
- Anahita jucunda (Thorell, 1897) — Мьянма
- Anahita lineata Simon, 1897 — Кот-д’Ивуар, Конго
- Anahita lycosina (Simon, 1897) — Западная Африка
- Anahita mamma Karsch, 1884 — Западная, Центральная, Восточная Африка
- Anahita maolan Zhu, Chen & Song, 1999 — Китай
- Anahita nathani Strand, 1906 — Багамы
- Anahita pallida (L. Koch, 1875) — Египт, Эфиопия
- Anahita punctata (Thorell, 1890) — Суматра
- Anahita punctulata (Hentz, 1844) — США
- Anahita pygmaea Benoit, 1977 — Кот-д’Ивуар
- Anahita samplexa Yin, Tang & Gong, 2000 — Китай, Корея
- Anahita similis Caporiacco, 1947 — Центральная, Восточная Африка
- Anahita smythiesi (Simon, 1897) — Индия
- Anahita syriaca (O. P.-Cambridge, 1872) — Израиль
- Anahita zoroides Schmidt & Krause, 1994 — Коморские острова

## Ancylometes
Ancylometes Bertkau, 1880
- Ancylometes amazonicus Simon, 1898 — Перу, Бразилия
- Ancylometes birabeni (Carcavallo & Martinez, 1961) — Аргентина
- Ancylometes bogotensis (Keyserling, 1877) — Гондурас to Боливия
- Ancylometes concolor (Perty, 1833) — Бразилия, Боливия, Парагвай, Аргентина
- Ancylometes hewitsoni (F. O. P.-Cambridge, 1897) — Боливия, Бразилия
- Ancylometes japura Hofer & Brescovit, 2000 — Бразилия
- Ancylometes jau Hofer & Brescovit, 2000 — Бразилия
- Ancylometes pantanal Hofer & Brescovit, 2000 — Бразилия
- Ancylometes riparius Hofer & Brescovit, 2000 — Бразилия
- Ancylometes rufus (Walckenaer, 1837) — Северная Южная Америка
- Ancylometes terrenus Hofer & Brescovit, 2000 — Бразилия

## Apolania
Apolania Simon, 1898
- Apolania segmentata Simon, 1898 — Сейшеллы

## Asthenoctenus
Asthenoctenus Simon, 1897
- Asthenoctenus borellii Simon, 1897 — Бразилия, Уругвай, Парагвай, Аргентина
- Asthenoctenus hingstoni (Mello-Leitao, 1948) — Гайана
- Asthenoctenus longistylus Brescovit & Simo, 1998 — Бразилия

## Bengalla
Bengalla Gray & Thompson, 2001
- Bengalla bertmaini Gray & Thompson, 2001 — Западная Австралия

## Caloctenus
Caloctenus Keyserling, 1877
- Caloctenus abyssinicus Strand, 1917 — Эфиопия
- Caloctenus aculeatus Keyserling, 1877 — Колумбия
- Caloctenus albertoi Hazzi & Silva, 2012 — Колумбия
- Caloctenus carbonera Silva, 2004 — Венесуэла
- Caloctenus gracilitarsis Simon, 1897 — Венесуэла
- Caloctenus oxapampa Silva, 2004 — Перу

## Celaetycheus
Celaetycheus Simon, 1897
- Celaetycheus abara Polotow & Brescovit, 2013 — Бразилия
- Celaetycheus aberem Polotow & Brescovit, 2013 — Бразилия
- Celaetycheus acaraje Polotow & Brescovit, 2013 — Бразилия
- Celaetycheus beiju Polotow & Brescovit, 2013 — Бразилия
- Celaetycheus bobo Polotow & Brescovit, 2013 — Бразилия
- Celaetycheus caruru Polotow & Brescovit, 2013 — Бразилия
- Celaetycheus flavostriatus Simon, 1897 — Бразилия
- Celaetycheus modestus Bryant, 1942 — Пуэрто-Рико
- Celaetycheus moqueca Polotow & Brescovit, 2013 — Бразилия
- Celaetycheus mungunza Polotow & Brescovit, 2013 — Бразилия
- Celaetycheus vatapa Polotow & Brescovit, 2013 — Бразилия

## Centroctenus
Centroctenus Mello-Leitao, 1929
- Centroctenus acara Brescovit, 1996 — Бразилия
- Centroctenus auberti (Caporiacco, 1954) — Венесуэла, Бразилия, Французская Гвиана
- Centroctenus irupana Brescovit, 1996 — Боливия
- Centroctenus miriuma Brescovit, 1996 — Бразилия
- Centroctenus ocelliventer (Strand, 1909) — Колумбия, Бразилия

## Ctenus
Ctenus Walckenaer, 1805
- Ctenus abditus Arts, 1912 — Конго, Танзания
- Ctenus acanthoctenoides Schmidt, 1956 — Эквадор
- Ctenus adustus (Keyserling, 1877) — Колумбия
- Ctenus agroecoides (Thorell, 1881) — Квинсленд
- Ctenus albofasciatus F. O. P.-Cambridge, 1897 — Бразилия
- Ctenus alienus F. O. P.-Cambridge, 1900 — Гватемала
- Ctenus amanensis Strand, 1907 — Восточная Африка
- Ctenus amphora Mello-Leitao, 1930 — Колумбия, Бразилия, Гайана
- Ctenus anahitaeformis Benoit, 1981 — Бурунди
- Ctenus anahitiformis Strand, 1909 — Бразилия
- Ctenus andamanensis Gravely, 1931 — Индия
- Ctenus angigitanus Roewer, 1938 — Новая Гвинея
- Ctenus angularis Roewer, 1938 — Ару
- Ctenus argentipes Hasselt, 1893 — Суматра
- Ctenus aruanus Strand, 1911 — Ару
- Ctenus auricomus Arts, 1912 — Центральная, Восточная Африка
- Ctenus avidus Bryant, 1948 — Гаити
- Ctenus bahamensis Strand, 1907 — Багамы
- Ctenus bantaengi Merian, 1911 — Сулавеси
- Ctenus barbatus Thorell, 1895 — Мьянма
- Ctenus bayeri Jager, 2012 — Лаос
- Ctenus beerwaldi Strand, 1906 — Восточная Африка
- Ctenus bicolor (Bertkau, 1880) — Бразилия
- Ctenus bicostatus Thorell, 1890 — Борнео
- Ctenus bigibbosus Benoit, 1980 — Конго
- Ctenus bilobatus F. O. P.-Cambridge, 1900 — Мексика
- Ctenus biprocessis Strand, 1906 — Эфиопия
- Ctenus blumenauensis Strand, 1909 — Бразилия
- Ctenus bolivicola Strand, 1907 — Боливия
- Ctenus bomdilaensis Tikader & Malhotra, 1981 — Индия
- Ctenus bowonglangi Merian, 1911 — Сулавеси
- Ctenus bueanus Strand, 1916 — Камерун
- Ctenus bulimus Strand, 1909 — Бразилия
- Ctenus calcaratus F. O. P.-Cambridge, 1900 — Гватемала
- Ctenus calcarifer F. O. P.-Cambridge, 1902 — Борнео
- Ctenus calderitas Alayon, 2002 — Мексика
- Ctenus caligineus Arts, 1912 — Центральная, Восточная Африка
- Ctenus calzada Alayon, 1985 — Куба
- Ctenus captiosus Gertsch, 1935 — США
- Ctenus capulinus (Karsch, 1879) — Западная, Центральная Африка
- Ctenus catherine Polotow & Brescovit, 2012 — Ямайка
- Ctenus cavaticus Arts, 1912 — Конго, Ангола
- Ctenus celebensis Pocock, 1897 — Сулавеси
- Ctenus celisi Benoit, 1981 — Конго
- Ctenus ceylonensis F. O. P.-Cambridge, 1897 — Шри-Ланка
- Ctenus cladarus Jager, 2012 — Мьянма
- Ctenus clariventris Strand, 1906 — Эфиопия
- Ctenus coccineipes Pocock, 1903 — Западная, Центральная Африка
- Ctenus cochinensis Gravely, 1931 — Индия
- Ctenus colombianus Mello-Leitao, 1941 — Колумбия
- Ctenus colonicus Arts, 1912 — Восточная Африка
- Ctenus complicatus Franganillo, 1946 — Куба
- Ctenus constrictus Benoit, 1981 — Конго
- Ctenus convexus F. O. P.-Cambridge, 1900 — Мексика to Коста-Рика
- Ctenus corniger F. O. P.-Cambridge, 1898 — Южная Африка
- Ctenus cruciatus Franganillo, 1930 — Куба
- Ctenus crulsi Mello-Leitao, 1930 — Бразилия
- Ctenus curvipes (Keyserling, 1881) — Панама
- Ctenus dangsus Reddy & Patel, 1994 — Индия
- Ctenus darlingtoni Bryant, 1948 — Гаити
- Ctenus datus Strand, 1909 — Эквадор
- Ctenus decemnotatus Simon, 1910 — Гвинея-Бисау
- Ctenus decorus (Gerstacker, 1873) — Восточная Африка
- Ctenus delesserti (Caporiacco, 1947) — Гайана
- Ctenus denticulatus Benoit, 1981 — Конго
- Ctenus dilucidus Simon, 1910 — Конго
- Ctenus doloensis Caporiacco, 1940 — Эфиопия
- Ctenus drassoides (Karsch, 1879) — Колумбия
- Ctenus dreyeri Strand, 1906 — Камерун
- Ctenus dubius Walckenaer, 1805 — Французская Гвиана
- Ctenus efferatus Arts, 1912 — Конго
- Ctenus elgonensis Benoit, 1978 — Кения
- Ctenus ellacomei F. O. P.-Cambridge, 1902 — Суринам
- Ctenus embolus Benoit, 1981 — Конго
- Ctenus eminens Arts, 1912 — Togo, Кот-д’Ивуар
- Ctenus ensiger F. O. P.-Cambridge, 1900 — Мексика
- Ctenus erythrochelis (Simon, 1876) — Западная, Центральная, Восточная Африка
- Ctenus esculentus Arts, 1912 — Камерун, Конго
- Ctenus excavatus F. O. P.-Cambridge, 1900 — Мексика
- Ctenus exlineae Peck, 1981 — США
- Ctenus facetus Arts, 1912 — Конго, Восточная Африка
- Ctenus falcatus F. O. P.-Cambridge, 1902 — St. Lucia
- Ctenus falciformis Benoit, 1981 — Конго
- Ctenus falconensis Schenkel, 1953 — Венесуэла
- Ctenus fallax Steyn & Van der Donckt, 2003 — Кот-д’Ивуар
- Ctenus fasciatus Mello-Leitao, 1943 — Бразилия
- Ctenus fernandae Brescovit & Simo, 2007 — Бразилия
- Ctenus feshius Benoit, 1979 — Конго
- Ctenus flavidus Hogg, 1922 — Вьетнам
- Ctenus floweri F. O. P.-Cambridge, 1897 — Малайзия
- Ctenus goaensis Bastawade & Borkar, 2008 — Индия
- Ctenus griseus Keyserling, 1891 — Бразилия
- Ctenus guadalupei Mello-Leitao, 1941 — Гваделупа
- Ctenus guantanamo (Alayon, 2001) — Куба
- Ctenus gulosus Arts, 1912 — Южная Африка
- Ctenus haina Alayon, 2004 — Гаити
- Ctenus haitiensis Strand, 1909 — Гаити
- Ctenus hibernalis Hentz, 1844 — США
- Ctenus hiemalis Bryant, 1948 — Гаити
- Ctenus himalayensis Gravely, 1931 — Индия
- Ctenus holmi Benoit, 1978 — Кения
- Ctenus holthoffi Jager, 2012 — Лаос
- Ctenus hosei F. O. P.-Cambridge, 1897 — Борнео
- Ctenus humilis (Keyserling, 1887) — Никарагуа
- Ctenus hygrophilus Benoit, 1977 — Конго
- Ctenus idjwiensis Benoit, 1979 — Конго
- Ctenus inaja Hofer, Brescovit & Gasnier, 1994 — Колумбия, Перу, Боливия, Бразилия
- Ctenus inazensis Strand, 1909 — Эквадор
- Ctenus incolans F. O. P.-Cambridge, 1900 — Гватемала, Коста-Рика
- Ctenus indicus Gravely, 1931 — Индия
- Ctenus insulanus Bryant, 1948 — Гаити
- Ctenus jaminauensis Mello-Leitao, 1936 — Бразилия
- Ctenus jaragua Alayon, 2004 — Гаити
- Ctenus javanus Pocock, 1897 — Ява
- Ctenus kapuri Tikader, 1973 — Андаманские острова
- Ctenus kenyamontanus Benoit, 1978 — Кения
- Ctenus kingsleyi F. O. P.-Cambridge, 1898 — Западная, Центральная Африка
- Ctenus kipatimus Benoit, 1981 — Танзания
- Ctenus kochi Simon, 1897 — Новая Гвинея
- Ctenus lacertus Benoit, 1979 — Конго
- Ctenus latitabundus Arts, 1912 — Центральная, Восточная Африка
- Ctenus lejeunei Benoit, 1977 — Конго
- Ctenus leonardi Simon, 1910 — Западная Африка
- Ctenus levipes Arts, 1912 — Танзания
- Ctenus lishuqiang Jager, 2012 — Китай
- Ctenus longicalcar Kraus, 1955 — El Salvador
- Ctenus longipes Keyserling, 1891 — Бразилия
  - Ctenus longipes vittatissimus Strand, 1916 — Бразилия
- Ctenus lubwensis Benoit, 1979 — Конго
- Ctenus macellarius Simon, 1910 — Конго
- Ctenus maculatus Franganillo, 1931 — Куба
- Ctenus maculisternis Strand, 1909 — Боливия, Бразилия
- Ctenus magnificus Arts, 1912 — Западная Африка
- Ctenus malvernensis Petrunkevitch, 1910 — Ямайка
- Ctenus manauara Hofer, Brescovit & Gasnier, 1994 — Бразилия
- Ctenus manni Bryant, 1948 — Гаити
- Ctenus marginatus Walckenaer, 1847 — Фиджи, Соломоновы Острова
- Ctenus martensi Jager, 2012 — Непал
- Ctenus medius Keyserling, 1891 — Панама, Бразилия
- Ctenus meghalayaensis Tikader, 1976 — Индия
- Ctenus minimus F. O. P.-Cambridge, 1897 — Северная Америка
- Ctenus minor F. O. P.-Cambridge, 1897 — Бразилия
- Ctenus mirificus Arts, 1912 — Togo, Кот-д’Ивуар
- Ctenus miserabilis Strand, 1916 — Колумбия
- Ctenus mitchelli Gertsch, 1971 — Мексика
- Ctenus modestus Simon, 1897 — Занзибар, Кения
- Ctenus monaghani Jager, 2013 — Лаос
- Ctenus monticola Bryant, 1948 — Гаити
- Ctenus musosanus Benoit, 1979 — Конго
- Ctenus naranjo Alayon, 2004 — Гаити
- Ctenus narashinhai Patel & Reddy, 1988 — Индия
- Ctenus nigritarsis (Pavesi, 1897) — Эфиопия
- Ctenus nigritus F. O. P.-Cambridge, 1897 — Бразилия
- Ctenus nigrolineatus Berland, 1913 — Эквадор
- Ctenus nigromaculatus Thorell, 1899 — Центральная, Западная Африка
- Ctenus noctuabundus Arts, 1912 — Кения
- Ctenus obscurus (Keyserling, 1877) — Колумбия
- Ctenus occidentalis F. O. P.-Cambridge, 1898 — Западная Африка
- Ctenus oligochronius Arts, 1912 — Восточная Африка
- Ctenus ornatus (Keyserling, 1877) — Бразилия
- Ctenus ottleyi (Petrunkevitch, 1930) — Пуэрто-Рико, Гаити
- Ctenus palembangensis Strand, 1906 — Суматра
- Ctenus paranus Strand, 1909 — Бразилия
- Ctenus parvoculatus Benoit, 1979 — Южная Африка
- Ctenus parvus (Keyserling, 1877) — Колумбия
- Ctenus paubrasil Brescovit & Simo, 2007 — Бразилия
- Ctenus pauloterrai Brescovit & Simo, 2007 — Бразилия
- Ctenus peregrinus F. O. P.-Cambridge, 1900 — Гватемала, Коста-Рика
  - Ctenus peregrinus sapperi Strand, 1916 — Гватемала
- Ctenus pergulanus Arts, 1912 — Западная, Центральная Африка
- Ctenus periculosus Bristowe, 1931 — Кракатау
- Ctenus philippinensis F. O. P.-Cambridge, 1897 — Филиппины
- Ctenus pilosus Thorell, 1899 — Западная, Центральная Африка
- Ctenus pilosus Franganillo, 1930 — Куба
- Ctenus pogonias Thorell, 1899 — Камерун
- Ctenus polli Hasselt, 1893 — Суматра
- Ctenus potteri Simon, 1901 — Эфиопия, Биоко
- Ctenus pulchriventris (Simon, 1897) — Зимбабве, Южная Африка
- Ctenus pulvinatus Thorell, 1890 — Борнео
- Ctenus quinquevittatus Strand, 1907 — Южная Африка
- Ctenus racenisi Caporiacco, 1955 — Венесуэла
- Ctenus ramosi Alayon, 2002 — Куба
- Ctenus ramosus Thorell, 1887 — Мьянма
- Ctenus ravidus (Simon, 1886) — Аргентина
- Ctenus rectipes F. O. P.-Cambridge, 1897 — Бразилия, Гайана
- Ctenus renivulvatus Strand, 1906 — Ghana
- Ctenus rivulatus Pocock, 1899 — Камерун, Габон
- Ctenus robustus Thorell, 1897 — Мьянма, Лаос
- Ctenus rubripes Keyserling, 1881 — Панама, Эквадор
- Ctenus rufisternis Pocock, 1899 — Новая Британия
- Ctenus rwandanus Benoit, 1981 — Руанда
- Ctenus saci Ono, 2010 — Вьетнам
- Ctenus sagittatus Giltay, 1935 — Сулавеси
- Ctenus saltensis Strand, 1909 — Аргентина, Боливия
- Ctenus sarawakensis F. O. P.-Cambridge, 1897 — Борнео
- Ctenus satanas Strand, 1909 — Эквадор
- Ctenus schneideri Strand, 1906 — Западная Африка
- Ctenus serratipes F. O. P.-Cambridge, 1897 — Венесуэла, Гайана, Бразилия
- Ctenus serrichelis Mello-Leitao, 1922 — Бразилия
- Ctenus sexmaculatus Roewer, 1961 — Сенегал
- Ctenus siankaan Alayon, 2002 — Мексика
- Ctenus sigma (Schenkel, 1953) — Венесуэла
- Ctenus sikkimensis Gravely, 1931 — Индия
- Ctenus silvaticus Benoit, 1981 — Конго
- Ctenus similis F. O. P.-Cambridge, 1897 — Бразилия
- Ctenus simplex Thorell, 1897 — Мьянма, Лаос
- Ctenus sinuatipes F. O. P.-Cambridge, 1897 — Панама, Коста-Рика
- Ctenus somaliensis Benoit, 1979 — Сомали
- Ctenus spectabilis Lessert, 1921 — Центральная, Восточная Африка
- Ctenus spiculus F. O. P.-Cambridge, 1897 — Колумбия
- Ctenus spiralis F. O. P.-Cambridge, 1900 — Коста-Рика
- Ctenus supinus F. O. P.-Cambridge, 1900 — Коста-Рика
- Ctenus tarsalis F. O. P.-Cambridge, 1902 — Бразилия
- Ctenus tenuipes Denis, 1955 — Гвинея
- Ctenus theodorianum Jager, 2012 — Лаос
- Ctenus thorelli F. O. P.-Cambridge, 1897 — Шри-Ланка
- Ctenus transvaalensis Benoit, 1981 — Южная Африка
- Ctenus trinidensis (Alayon, 2001) — Тринидад
- Ctenus tumidulus (Simon, 1887) — Мьянма
- Ctenus tuniensis Patel & Reddy, 1988 — Индия
- Ctenus uluguruensis Benoit, 1979 — Танзания
- Ctenus undulatus Steyn & Van der Donckt, 2003 — Кот-д’Ивуар
- Ctenus unilineatus Simon, 1897 — Сент-Винсент
- Ctenus vagus Blackwall, 1866 — Западная Африка
- Ctenus validus Denis, 1955 — Гвинея
- Ctenus valverdiensis Peck, 1981 — США
- Ctenus valvularis (Hasselt, 1882) — Ява, Суматра
- Ctenus vatovae Caporiacco, 1940 — Эфиопия
- Ctenus vehemens Keyserling, 1891 — Бразилия
- Ctenus velox Blackwall, 1865 — Центральная, Восточная, Южная Африка
- Ctenus vespertilio Mello-Leitao, 1941 — Колумбия
- Ctenus villasboasi Mello-Leitao, 1949 — Колумбия, Эквадор, Бразилия
- Ctenus vividus Blackwall, 1865 — Центральная Африка
- Ctenus walckenaeri Griffith, 1833 — вероятно Южная Америка
- Ctenus w-notatus Petrunkevitch, 1925 — Панама
- Ctenus yaeyamensis Yoshida, 1998 — Тайвань, Япония

## Cupiennius
Cupiennius Simon, 1891
- Cupiennius bimaculatus (Taczanowski, 1874) — Колумбия, Венесуэла, Бразилия, Гайана, Эквадор
- Cupiennius chiapanensis Medina, 2006 — Мексика
- Cupiennius coccineus F. O. P.-Cambridge, 1901 — Коста-Рика to Колумбия
- Cupiennius cubae Strand, 1909 — Куба, Коста-Рика to Венесуэла
- Cupiennius foliatus F. O. P.-Cambridge, 1901 — Коста-Рика, Панама
- Cupiennius getazi Simon, 1891 — Коста-Рика, Панама
- Cupiennius granadensis (Keyserling, 1877) — Коста-Рика to Колумбия
- Cupiennius remedius Barth & Cordes, 1998 — Гватемала
- Cupiennius salei (Keyserling, 1877) — Мексика, Центральная Америка, Гаити
- Cupiennius valentinei (Petrunkevitch, 1925) — Панама
- Cupiennius vodou Brescovit & Polotow, 2005 — Гаити

## Diallomus
Diallomus Simon, 1897
- Diallomus fuliginosus Simon, 1897 — Шри-Ланка
- Diallomus speciosus Simon, 1897 — Шри-Ланка

## Enoploctenus
Enoploctenus Simon, 1897
- Enoploctenus cyclothorax (Bertkau, 1880) — Бразилия
- Enoploctenus distinctus (Caporiacco, 1947) — Гайана
- Enoploctenus luteovittatus (Simon, 1897) — Сент-Винсент
- Enoploctenus maculipes Strand, 1909 — Бразилия
- Enoploctenus morbidus Mello-Leitao, 1939 — Бразилия
- Enoploctenus pedatissimus Strand, 1909 — Эквадор, Бразилия
- Enoploctenus penicilliger (Simon, 1897) — Сент-Винсент

## Gephyroctenus
Gephyroctenus Mello-Leitao, 1936
- Gephyroctenus acre Polotow & Brescovit, 2008 — Бразилия
- Gephyroctenus atininga Polotow & Brescovit, 2008 — Бразилия
- Gephyroctenus divisor Polotow & Brescovit, 2008 — Бразилия
- Gephyroctenus esteio Polotow & Brescovit, 2008 — Бразилия
- Gephyroctenus juruti Polotow & Brescovit, 2008 — Перу, Бразилия
- Gephyroctenus mapia Polotow & Brescovit, 2008 — Бразилия
- Gephyroctenus panguana Polotow & Brescovit, 2008 — Перу
- Gephyroctenus philodromoides Mello-Leitao, 1936 — Перу, Бразилия
- Gephyroctenus portovelho Polotow & Brescovit, 2008 — Бразилия

## Incasoctenus
Incasoctenus Mello-Leitao, 1942
- Incasoctenus perplexus Mello-Leitao, 1942 — Перу

## Isoctenus
Isoctenus Bertkau, 1880
- Isoctenus areia Polotow & Brescovit, 2009 — Бразилия
- Isoctenus charada Polotow & Brescovit, 2009 — Бразилия
- Isoctenus corymbus Polotow, Brescovit & Pellegatti-Franco, 2005 — Бразилия
- Isoctenus coxalis (F. O. P.-Cambridge, 1902) — Бразилия
- Isoctenus eupalaestrus Mello-Leitao, 1936 — Бразилия
- Isoctenus foliifer Bertkau, 1880 — Бразилия
- Isoctenus griseolus (Mello-Leitao, 1936) — Бразилия
- Isoctenus herteli (Mello-Leitao, 1947) — Бразилия
- Isoctenus janeirus (Walckenaer, 1837) — Бразилия
- Isoctenus malabaris Polotow, Brescovit & Ott, 2007 — Бразилия
- Isoctenus minusculus (Keyserling, 1891) — Бразилия
- Isoctenus ordinario Polotow & Brescovit, 2009 — Бразилия, Аргентина
- Isoctenus segredo Polotow & Brescovit, 2009 — Бразилия
- Isoctenus strandi Mello-Leitao, 1936 — Бразилия
- Isoctenus taperae (Mello-Leitao, 1936) — Бразилия

## Janusia
Janusia Gray, 1973
- Janusia muiri Gray, 1973 — Западная Австралия

## Leptoctenus
Leptoctenus L. Koch, 1878
- Leptoctenus agalenoides L. Koch, 1878 — Австралия
- Leptoctenus byrrhus Simon, 1888 — США, Мексика
- Leptoctenus daoxianensis Yin, Tang & Gong, 2000 — Китай
- Leptoctenus gertschi Peck, 1981 — Мексика
- Leptoctenus paradoxus (F. O. P.-Cambridge, 1900) — Панама
- Leptoctenus sonoraensis Peck, 1981 — Мексика

## Mahafalytenus
Mahafalytenus Silva, 2007
- Mahafalytenus fo Silva, 2007 — Мадагаскар
- Mahafalytenus fohy Silva, 2007 — Мадагаскар
- Mahafalytenus hafa Silva, 2007 — Мадагаскар
- Mahafalytenus isalo Silva, 2007 — Мадагаскар
- Mahafalytenus osy Silva, 2007 — Мадагаскар
- Mahafalytenus paosy Silva, 2007 — Мадагаскар
- Mahafalytenus tsilo Silva, 2007 — Мадагаскар

## Montescueia
Montescueia Carcavallo & Martinez, 1961
- Montescueia leitaoi Carcavallo & Martinez, 1961 — Аргентина

## Nothroctenus
Nothroctenus Badcock, 1932
- Nothroctenus bahiensis Mello-Leitao, 1936 — Бразилия
- Nothroctenus fuxico Dias & Brescovit, 2004 — Бразилия
- Nothroctenus lineatus (Tullgren, 1905) — Боливия
- Nothroctenus marshi (F. O. P.-Cambridge, 1897) — Бразилия, Парагвай, Боливия
  - Nothroctenus marshi pygmaeus (Strand, 1909) — Бразилия
- Nothroctenus omega (Mello-Leitao, 1929) — Бразилия
- Nothroctenus sericeus (Mello-Leitao, 1929) — Бразилия
- Nothroctenus spinulosus (Mello-Leitao, 1929) — Бразилия
- Nothroctenus stupidus Badcock, 1932 — Парагвай

## Ohvida
Ohvida Polotow & Brescovit, 2009
- Ohvida andros Polotow & Brescovit, 2009 — Багамы
- Ohvida bimini Polotow & Brescovit, 2009 — Багамы
- Ohvida brevitarsus (Bryant, 1940) — Куба
- Ohvida coxana (Bryant, 1940) — Куба
- Ohvida fulvorufa (Franganillo, 1930) — Куба
- Ohvida isolata (Bryant, 1940) — Куба
- Ohvida turquino Polotow & Brescovit, 2009 — Куба
- Ohvida vernalis (Bryant, 1940) — Куба

## Parabatinga
Parabatinga Polotow & Brescovit, 2009
- Parabatinga brevipes (Keyserling, 1891) — Колумбия, Бразилия, Боливия, Парагвай, Аргентина, Уругвай

## Paravulsor
Paravulsor Mello-Leitao, 1922
- Paravulsor impudicus Mello-Leitao, 1922 — Бразилия

## Petaloctenus
Petaloctenus Jocque & Steyn, 1997
- Petaloctenus bossema Jocque & Steyn, 1997 — Кот-д’Ивуар
- Petaloctenus clathratus (Thorell, 1899) — Камерун
- Petaloctenus cupido Van der Donckt & Jocque, 2001 — Гвинея
- Petaloctenus lunatus Van der Donckt & Jocque, 2001 — Нигерия
- Petaloctenus songan Jocque & Steyn, 1997 — Кот-д’Ивуар

## Phoneutria
Phoneutria Perty, 1833
- Phoneutria bahiensis Simo & Brescovit, 2001 — Бразилия
- Phoneutria boliviensis (F. O. P.-Cambridge, 1897) — Центральная, Южная Америка
- Phoneutria eickstedtae Martins & Bertani, 2007 — Бразилия
- Phoneutria fera Perty, 1833 — Колумбия, Эквадор, Перу, Бразилия, Суринам, Гайана
- Phoneutria keyserlingi (F. O. P.-Cambridge, 1897) — Бразилия
- Phoneutria nigriventer (Keyserling, 1891) — Бразилия, Уругвай, Парагвай, Аргентина
- Phoneutria pertyi (F. O. P.-Cambridge, 1897) — Бразилия
- Phoneutria reidyi (F. O. P.-Cambridge, 1897) — Колумбия, Венесуэла, Перу, Бразилия, Гайана

## Phymatoctenus
Phymatoctenus Simon, 1897
- Phymatoctenus comosus Simon, 1897 — Бразилия, Гайана
- Phymatoctenus sassii Reimoser, 1939 — Коста-Рика
- Phymatoctenus tristani Reimoser, 1939 — Коста-Рика

## Sinoctenus
Sinoctenus Marusik, Zhang & Omelko, 2012
- Sinoctenus zhui Marusik, Zhang & Omelko, 2012 — Китай

## Thoriosa
Thoriosa Simon, 1910
- Thoriosa fulvastra Simon, 1910 — Сан-Томе, Принсипи, Сьерра-Леоне
- Thoriosa spadicea (Simon, 1910) — Сан-Томе, Принсипи
- Thoriosa spinivulva (Simon, 1910) — Сан-Томе
- Thoriosa taurina (Simon, 1910) — Сан-Томе, Annobon Islands

## Toca
Toca Polotow & Brescovit, 2009
- Toca bossanova Polotow & Brescovit, 2009 — Бразилия
- Toca samba Polotow & Brescovit, 2009 — Бразилия

## Trogloctenus
Trogloctenus Lessert, 1935
- Trogloctenus briali Ledoux, 2004 — Реюньон
- Trogloctenus fagei (Lessert, 1935) — Конго

## Trujillina
Trujillina Bryant, 1948
- Trujillina hursti (Bryant, 1948) — Гаити
- Trujillina isolata (Bryant, 1942) — Пуэрто-Рико
- Trujillina spinipes Bryant, 1948 — Гаити

## Tuticanus
Tuticanus Simon, 1897
- Tuticanus cruciatus Simon, 1897 — Эквадор
- Tuticanus major (Keyserling, 1879) — Перу

## Viracucha
Viracucha Lehtinen, 1967
- Viracucha andicola (Simon, 1906) — Боливия
- Viracucha exilis (Mello-Leitao, 1936) — Бразилия
- Viracucha misionesicus (Mello-Leitao, 1945) — Аргентина
- Viracucha paraguayensis (Strand, 1909) — Бразилия, Парагвай
- Viracucha ridleyi (F. O. P.-Cambridge, 1897) — Бразилия
- Viracucha silvicola (Soares & Soares, 1946) — Бразилия

## Viridasius
Viridasius Simon, 1889
- Viridasius fasciatus (Lenz, 1886) — Мадагаскар

## Vulsor
Vulsor Simon, 1889
- Vulsor bidens Simon, 1889 — Коморские острова
- Vulsor isaloensis (Ono, 1993) — Мадагаскар
- Vulsor occidentalis Mello-Leitao, 1922 — Бразилия
- Vulsor penicillatus Simon, 1896 — Мадагаскар
- Vulsor quartus Strand, 1907 — Мадагаскар
- Vulsor quintus Strand, 1907 — Мадагаскар
- Vulsor septimus Strand, 1907 — Мадагаскар
- Vulsor sextus Strand, 1907 — Мадагаскар

## Wiedenmeyeria
Wiedenmeyeria Schenkel, 1953
- Wiedenmeyeria falconensis Schenkel, 1953 — Венесуэла